# モンタージュ (槇原敬之の曲)
「モンタージュ」は、1997年10月29日に発売された、槇原敬之の18枚目のシングル。発売元はSony Records。

## 解説
アルバム『Such a Lovely Place』からの先行シングル。C/W「僕のものになればいいのに」も収録。日本テレビ系ドラマ『恋の片道切符』主題歌。「SPY」以来約3年ぶりのドラマ主題歌。

## 収録曲
全作詞・作曲・編曲：槇原敬之
1. モンタージュ
2. 僕のものになればいいのに
3. モンタージュ（backing track）